# Waste a Moment
Waste a Moment is een nummer van de Amerikaanse rockband Kings of Leon uit 2016. Het is de eerste single van hun zevende studioalbum Walls.
"Waste a Moment" werd nergens echt een grote hit. Internationaal had het nummer het meeste succes in de Vlaamse Ultratop 50, waar het de 11e positie haalde. In Nederland haalde het de 9e positie in de Tipparade.